# Dolohmwar
Dolohmwar je s výškou 791 m n. m. nejvyšší horou Federativních států Mikronésie. Leží na ostrově Pohnpei ve východní části souostroví Karolíny, které se rozkládá severovýchodně od Papuy Nové Guineje v Tichém oceánu.